# Samtgemeinde Rehden
Rehden er navnet på et amt ("Samtgemeinde") i Landkreis Diepholz i den tyske delstat Niedersachsen.

## Geografi
Samtgemeinde Rehden ligger umiddelbart (ca. 8 km) øst for landkreisens hovedby Diepholz. Administrationen ligger i byen Rehden. Samtgemeinde Rehden ligger i et idyllisk mose- og skovlandskab, vekslende med landbrugsarealer med tilhørende gårde.

### Området
- Området ligger omkring 34 moh.
- Største udstrækning øst-vest: 15 km
- Største udstrækning nord-syd: 15,5 km

Der er flere bevarede og beskyttede højmoser i den sydlige del af området bl.a. Rehdener Geestmoor.

### Inddeling
Amtet blev oprettet i 1972 ved en frivillig aftale mellem nedenstående kommuner
(Indbyggere pr. 30. September 2007 iflg. Niedersächsische Landesamt für Statistik)
| Lage der Mitgliedsgemeinden in der Samtgemeinde Rehden | 1. Barver (1.062) 2. Dickel (513) 3. Hemsloh (623) 4. Rehden (1.856) 5. Wetschen (1.789) |